# أوزغور أوزديمير
أوزغور أوزديمير (بالألمانية: Özgür Özdemir) هو لاعب كرة قدم ألماني في مركز الدفاع، ولد في 10 يناير 1995 في فرانكفورت في ألمانيا. لعب مع نادي كايزرسلاوترن ونادي نورنبرغ.

## وصلات خارجية
- أوزغور أوزديمير على موقع اتحاد تركيا (لاعب) (الإنجليزية)
- أوزغور أوزديمير على موقع قاعدة بيانات كرة القدم.إي يو (الإنجليزية)
- أوزغور أوزديمير على موقع Soccerway.com (الإنجليزية)
- أوزغور أوزديمير على موقع عالم كرة القدم.نت (الإنجليزية)